# Tennis Girl
Tennis Girl (deutsch „Tennis-Mädchen“) ist eine Fotografie des britischen Fotografen Martin Elliott. Sie zeigt eine Frau auf einem Tennisplatz von hinten, die durch das Hochheben ihrer Tenniskleidung ihr nacktes Gesäß entblößt. Das Foto wurde seit den späten 1970er Jahren millionenfach als Poster verkauft und mehrfach adaptiert und parodiert.

## Beschreibung
Auf dem Foto sieht man eine blonde Frau mit schulterlangen Haaren auf einem Tennisplatz. Sie ist von hinten abgebildet und scheint auf das Netz zuzugehen.  Die rechte Fußspitze hat die Frau auf den Boden aufgesetzt, was den Eindruck erweckt, sie mache einen Vorwärtsschritt. Der linke Fuß liegt flach auf dem Boden auf. In der rechten Hand hält sie einen zum Boden gerichteten Tennisschläger. Mit der linken Hand schiebt sie ihr kurzes weißes Tenniskleid hoch, entblößt ihr nacktes Gesäß und zeigt damit, dass sie keine Unterwäsche trägt. Im Hintergrund sind Bäume zu sehen und auf dem Boden liegen vier Tennisbälle. Das Sonnenlicht kommt von oben links, was am Schatten der Frau und der hellen Stelle in der oberen linken Ecke des Fotos zu erkennen ist.

## Entstehung und Veröffentlichung
Laut dem Fotografen Martin Elliott entstand das Foto im Sommer 1976 auf dem Tennisplatz der University of Birmingham im Birminghamer Stadtteil Edgbaston. Die auf dem Foto zu sehende Frau soll seine damalige 18-jährige Freundin und Kunststudentin Fiona Walker sein, die das 1989 auch bestätigte. Zur Zeit der Aufnahme hieß sie noch Fiona Butler. Später heiratete sie den Millionär Ian Walker. Sie ist Mutter von drei Kindern und arbeitet als Illustratorin.
Es gibt aber Zweifel an dieser Darstellung. So behauptete 2015 der in Cornwall lebende Peter Atkinson, bei der Frau handele es sich um seine ehemalige Ehefrau, die anonym bleiben wolle. Sie sei die Tennislehrerin von Elliott gewesen, als sie 1972 für das Foto posierte. Als Beweise für ein früheres Entstehen des Fotos legte Atkinson eine 1974 abgestempelte Postkarte und einen Kalender des Jahres 1974 vor, die das Foto bzw. eine Aufnahme desselben Motivs zeigen.
1977 verkaufte Elliot die Bildrechte am Foto an das britische Einzelhandelsunternehmen Athena, das es auf Poster druckte, von denen mehr als zwei Millionen Stück verkauft wurden.

## Rezeption
Die große Bekanntheit, die Tennis Girl erreichte, sorgte dafür, dass es oft adaptiert wurde. So erschien 2000 auf dem Cover der GQ ein Foto, auf dem die australische Sängerin Kylie Minogue die Szene von Tennis Girl nachstellte. Die britische Schauspielerin Alice Barry warb mit einer Parodie des Fotos für eine Wohltätigkeitsveranstaltung von Comic Relief. Auch der australische Tennisspieler Pat Cash und der britische Komiker Alan Carr parodierten das Foto. Als eine Nachbildung des Fotos 2017 auf dem Cover des französischen Tennis Magazine mit der Schlagzeile „Le tennis se met à nu“ (deutsch etwa: „Tennis zieht sich aus“) zu sehen war, warfen verschiedene Kritiker der Zeitschrift Sexismus vor. Grund dafür war unter anderem auch die bisher nur sehr geringe Zahl von Covern des Magazins, auf denen Frauen zu sehen waren.
Das Foto wurde auch in der Werbung aufgegriffen. So bewarb man die auf der Spielekonsole Sega Mega Drive spielbare Tennissimulation Davis Cup World Tour mit einer neuen Version des Fotos. Ein Internetcasino stellte das Foto mit einer älteren Frau nach, um damit einen möglichen Gewinn von Tickets für ein Tennisturnier mit ehemaligen Profispielern zu bewerben. Im Wii-Spiel Rayman Raving Rabbids TV Party von Ubisoft wird die Szene mit einem animierten weiblichen Hasen nachgestellt.
2011 wurde das Foto in einer Ausstellung in Birmingham gezeigt, die sich der Darstellung des Tennis in der Kunst widmete. Im selben Jahr stellte der britische Bildhauer Ben Dearney eine lebensgroße Skulptur der Frau auf dem Foto her, die aus mit Gold überzogenem Fiberglas besteht. Als Model hatte sich Fiona Walker zur Verfügung gestellt. Der britische Fotograf Mike Stimpson, der berühmte Fotos mit Legofiguren nachstellt, widmete eine seiner Adaptionen dem Tennis Girl. 2015 malte der Straßenkünstler Unify eine Graffiti-Version des Fotos an die Bibliothek in Wimbledon. Statt eines Tennisschlägers trägt die Frau bei ihm aber einen mit neongelber Farbe getränkten Farbroller.
Das Tenniskleid, das Fiona Walker während des Fotoshootings 1976 getragen haben soll, wurde 2014 bei einer Auktion für 15.500 £ versteigert. Käufer war der All England Lawn Tennis and Croquet Club, der es seitdem im Wimbledon Lawn Tennis Museum ausstellt.